# Beit Eliʿeser (Maʿalot-Tarschiḥa)
Der Beit Eliʿeser (hebräisch בֵּית אֱלִיעֶזֶר Bejt Elīʿeser, deutsch ‚Haus Eliʿeser‘, auch Beth Eliʿeser) ist ein Pflegeheim für jüdische Überlebende der Schoah im westgaliläischen Maʿalot-Tarschiḥa in Israel. Das israelische Gesundheitsministerium erkennt den Beit Eliʿeser als Krankenhaus für Geriatrie an. Mit seiner Sorge für Schoah-Überlebende pflegt das Heim einen Fokus wie weltweit nur wenige Einrichtungen seiner Art. Die Pflegeeinrichtung wird durch Spenden vor allem von der christlichen Zedakah e.V. im württembergischen Maisenbach im Schwarzwald finanziert, sowie Beiträgen der Bewohner. Sie ist damit im klassischen Sinne ein christliches Liebeswerk.

## Lage
Der Beit Eliʿeser liegt im Süden des Ortsteils Maʿalot und südöstlich des Ortsteils Tarschiḥa in waldigen Hügeln Galiläas. Er liegt am Hang des beschaulichen Viertels Jefeh Nof (יְפֶה נוֹף) im Mischʿol ha-ʾAssif 1 (מִשְׁעוֹל הָאָסִיף). Die zwei Gebäude des Beit Eliʿeser stehen inmitten von Ölbäumen, Palmen und pink blühenden Bougainvilleen. Mit etwa sieben Kilometern Luftlinie zur Südgrenze des Libanons liegt der Beit Eliʿeser in Reichweite des terroristischen Beschusses, und zwar in der so genannten «Nullzone» bis neun Kilometer von der Grenze, wo den Menschen ab Ertönen der Sirene bis zum Einschlag keine volle Sekunde bleibt.

## Name der Einrichtung
Die Bezeichnung Beit Eliʿeser bedeutet Haus Eliʿeser, wobei der Name auf hebräisch אֱלִיעֶזֶר Eliʿeser sich aus Elī und ʿEser zusammensetzt, was sich übersetzt als: Mein Gott [ist] Hilfe, dabei gilt, dass Präsensformen des Verbes sein im Hebräischen ungebräuchlich und aus dem Kontext zu verstehen sind. Der Name ist Programm. Das hebräische Wort für Haus, בַּיִת Bajit bzw. בֵּית Bejt in Wortzusammensetzungen, ist grammatisch ein Maskulinum. Die alternative Schreibweise Beth Eliʿeser folgt der Tradition, den hebräischen Buchstaben ת (Taw) mit dem griechischen Buchstaben Τ (Tau) verbunden zu sehen, der bei Schaffung des Griechischen Alphabets aus ersterem entstand, daher auch ihre ähnlichen Namen, und das Tau mit dem lateinischen Digraphen th wiederzugeben, weshalb dann auch Taw mit diesen beiden lateinischen Lettern wiedergegeben wird.

## Geschichte
Im Jahre 1960 gründeten Friedrich und Luise Nothacker den gemeinnützigen Verein Zedakah, um sich des seelischen Leids Schoah-Überlebender in Israel anzunehmen, der mit Spenden in Schavei Zion bis 1969 den Beit El, ein Gästehaus für unentgeltliche Kurzurlaube mit Betreuung eröffnete. Ab 1972 leiteten Christl und Hans Bayer den Beit El. Sie erkannten bald, dass ein Gästehaus nicht genug war und planten zusätzlich ein Pflegeheim.
Als Pflegeheim entstand der Beit Eliʿeser in den Jahren 1981 bis 1984. Die Eheleute Bayer, viele freiwillige Bauhelfer, die auf ein Jahr oder wie manche Fachleute auch länger blieben sowie professionelle Bauleute errichteten den Komplex aus zwei separaten Gebäuden. Der westliche Bauteil, das eigentliche Heim war dabei in seinen Fundamenten und Bunkern schon für eine spätere Erweiterung angelegt. Syriens Beschuss von libanesischem Boden erschwerte ab 9. Mai im Libanon-Krieg 1982 die Bauarbeiten, zunächst durch syrische Drohungen, dann einschlagende syrische Katjuschas, bevor Zahal vom 6. Juni bis September 1982 die Nordgrenze überschritt und versuchte, die Wirkung seiner Abschreckung wieder herzustellen.
Drei einheimische Firmen erledigten mit ihren Bauleuten (a) die Betonierarbeiten für Fundamente einschließlich der Schutzbunker vor Bombardements aus dem Libanon, (b) den Hochbau und (c) verlegten die Fliesen, bevor dann freiwillige Helfer, darunter Facharbeiter, Mitglieder der Zedakah und Angehörige der Familie Bayer die Elektrik, Fenster und Türen und Möblierung besorgten. Im Jahre 1984 öffnete der Beit Eliʿeser mit 24 Betten seine Pforten für hilfs- und pflegebedürftige Schoahüberlebende. Die Anlage besteht aus zwei hellgelben Gebäuden, ein länglicher Flachbau mit Heim und Funktionsräumen und östlich davon ein Mehrgeschosser mit rotem Ziegeldach mit Wohnungen für Mitarbeiter und Unterkünften für Voluntäre. Die Gründer Hans (* 1940) und Christl Bayer (* 1941) verbringen ihren Ruhestand wenige Blocks vom Beit Eliʿeser entfernt.
Der Beit Eliʿeser erfreut sich starken Zuspruchs, obwohl Deutsch- oder Jiddischkenntnisse hilfreich sind, weil die Freiwilligen meist deutschsprachig sind. Zedakah vertritt die klare Haltung, niemanden zu missionieren. Viele finanziell gut gestellte Menschen bewerben sich um die begehrten Plätze. Doch Ziel ist es gerade die Ärmsten und Einsamsten aufzunehmen und bis zu ihrem Tod zu pflegen. Bewohnern, die an Demenz leiden, werden Dinge ihrer Vergangenheit oft sehr präsent, so dass sie dann mitunter über die deutsche Umgangssprache des Pflegepersonals erschrecken.
Je nach Vermögensgrundlage zahlen die Heimbewohner einen Anteil für Unterkunft und Pflege im Beit Eliʿeser. Ansonsten bringen Spender die Gelder zusammen, um das Heim zu finanzieren, denn  öffentliche Mittel steuern weder die Bundesrepublik Deutschland noch der Staat Israel bei. Den Freiwilligen sind die Visagebühren und dem Beit Eliʿeser die Arnonah (אַרְנוֹנָה, Kommunalsteuer) erlassen. Entsprechend wäre das Liebeswerk ohne die Freiwilligen, jeweils um 35 an der Zahl, gar nicht möglich. Sie haben Kost und Logis frei und bekommen 750,- Scheqel Taschengeld im Monat. Freiwillige bleiben meist für ein Jahr in Maʿalot, manche beschließen ihren Dienst länger einzubringen.
Im Libanonkrieg 2006 belegte die Hisbollah Israel, so weit ihre Geschosse reichten, mit Einschlägen, weshalb die Heimbewohner fünf Wochen im Bunker verbringen mussten, um davor sicher zu sein. Unter den Bewegungs- und Kontaktbeschränkungen gegen die Ausbreitung von Covid 21 teilte sich das Heim am 14. März 2020 in drei komplett getrennte Gruppen von Bewohnern und ihren Betreuern, ohne Kontakte zu den anderen zwei Gruppen und der Außenwelt, von wenigen geschützten Gelegenheiten wie ärztliche Visiten abgesehen.
Zwei Tage nachdem Rav-Samal Urija Bayer (* 31. August 2003; † 17. Dezember 2023) im Soroqah-Universitätsklinikum in Beʾer Scheva seinen am 14. d. M. bei Chan Yunis erlitteten Kriegsverletzungen erlegen war, bereiteten ihm Tausende, darunter die Eltern Gideʿon und Nelli Bayer wie weitere Familie, vom Beit Eliʿeser, dem Wohnort seiner Familie, das Letzte Geleit zum Friedhof Maʿalot, wo er im Abteil für Kriegsgräber im Beisein der Familie, Chefs dreier Kliniken, führender Militärs wie auch des Botschafters Seibert zur ewigen Ruhe gebettet wurde.

## Pflege und Heimalltag
Der tiefe evangelikale Glaube der Gründergeneration und ihre Liebe zum Volk Israels prägt ihre in den 1970er Jahren im Lande geborenen Kindern Schmuʾel, Micha[ʾel], Hannah, Gideʿon und Schulammit sowie auch die inzwischen herangewachsene zweite Folgegeneration. Die erwachsenen Bayer-Kinder arbeiten im Beit Eliʿeser, Hannah als leitende Krankenschwester, Gideʿon (* 1978) als technischer Direktor, Micha (* 1975) als Heimleiter, während in Schavei Zion Schmuʾel und Gattin Dorit Bayer Hauseltern des Beit El sind, wo das jüngste Geschwister Schulammit als Leiterin von Küche und Versorgung wirkt. Fest Angestellte füllen inzwischen dreieinhalb Krankenpflegestellen, 2022 darunter Renate Hirrle, sowie um die 30, meist junge Freiwillige in der Betreuung der Schoah-Überlebenden.
Freiwillige, die meist keine Fachkräfte sind, durchlaufen eine ausführliche Bewerbungs- und Vorbereitungsphase, um sie auf die wenig arbeitsteiligen Tätigkeiten einzustellen. Alle Mitarbeiter, Festangestellte und Freiwillige bilden eine Gemeinschaft in Leben, Glauben und Dienst, was wesentliches Kennzeichen von Zedakah ist, auch gemeinsame Ausflüge, um Land und Leute kennenzulernen, gehören dazu. „Gemeinsame Mahlzeiten, Wohnen im Doppelzimmer und Andachten gehören genauso wie der praktische Dienst zu einem Freiwilligeneinsatz.“ Hirrles Erfahrung ist, dass die tiefen Wunden vieler Heimbewohner nicht durch die Zeit, sondern höchstens durch Liebe heilen, wie sie ihnen in der Pflege entgegengebracht wird.
Es gibt einen Physiotherapieraum und verschiedene Angebote der Beschäftigung für die alten Menschen. Sozialarbeiter und Therapeuten kommen als externe Mitarbeiter hinzu. Den Eingang Schabbats begehen die jüdischen Bewohner, die meist christlichen Mitarbeiter und ihre Kinder sowie Gäste am Freitagabend zusammen mit Festessen und Gesang auf der Station. Hohe Feiertage feiern die Bewohner mit Angehörigen im Garten unter Zitrus- und Granatapfelbäumen. Dazu bereitet die Küche die Speisen gemäß den Regeln der Kaschrut, rabbinisch zertifiziert.

## Pläne zum Ausbau
In Israel lebten 2022 mehr als 160.000 Überlebende der Schoah. Zunehmend brauchen diese stete Betreuung und Pflege, weshalb Gideʿon Bayer seit einiger Zeit die Erweiterung des Pflegeheims plant, wofür seit 2020 Spenden gesammelt werden. Ein Erweiterungsbau soll statt der jetzigen 24 Betten noch Platz für 48 neue Bewohner schaffen. Dazu muss sowohl das feste Personal wie die Zahl der Freiwilligen erhöht werden.